# Arbonne
Arbonne (baskisch: Arbona) ist eine französische Gemeinde mit 2.364 Einwohnern (Stand: 1. Januar 2022) im Département Pyrénées-Atlantiques in der Region Nouvelle-Aquitaine. Arbonne gehört zum Arrondissement Bayonne und zum Kanton Ustaritz-Vallées de Nive et Nivelle (bis 2015: Kanton Ustaritz). Die Einwohner werden Arbonars genannt.

## Geografie
Arbonne liegt etwa elf Kilometer südwestlich von Bayonne im französischen Baskenland und der historischen Landschaft Labourd. Umgeben wird Arbonne von den Nachbargemeinden Biarritz im Norden, Arcangues im Osten, Ahetze im Süden und Südwesten sowie Bidart im Westen und Nordwesten.
Durch die Gemeinde führt die frühere Route nationale 132 (heutige D932).

## Bevölkerungsentwicklung
| 1962 | 1968 | 1975 | 1982 | 1990 | 1999 | 2006 | 2012 |
| ---- | ---- | ---- | ---- | ---- | ---- | ---- | ---- |
| 628  | 648  | 819  | 1196 | 1366 | 1375 | 1784 | 2075 |

## Sehenswürdigkeiten

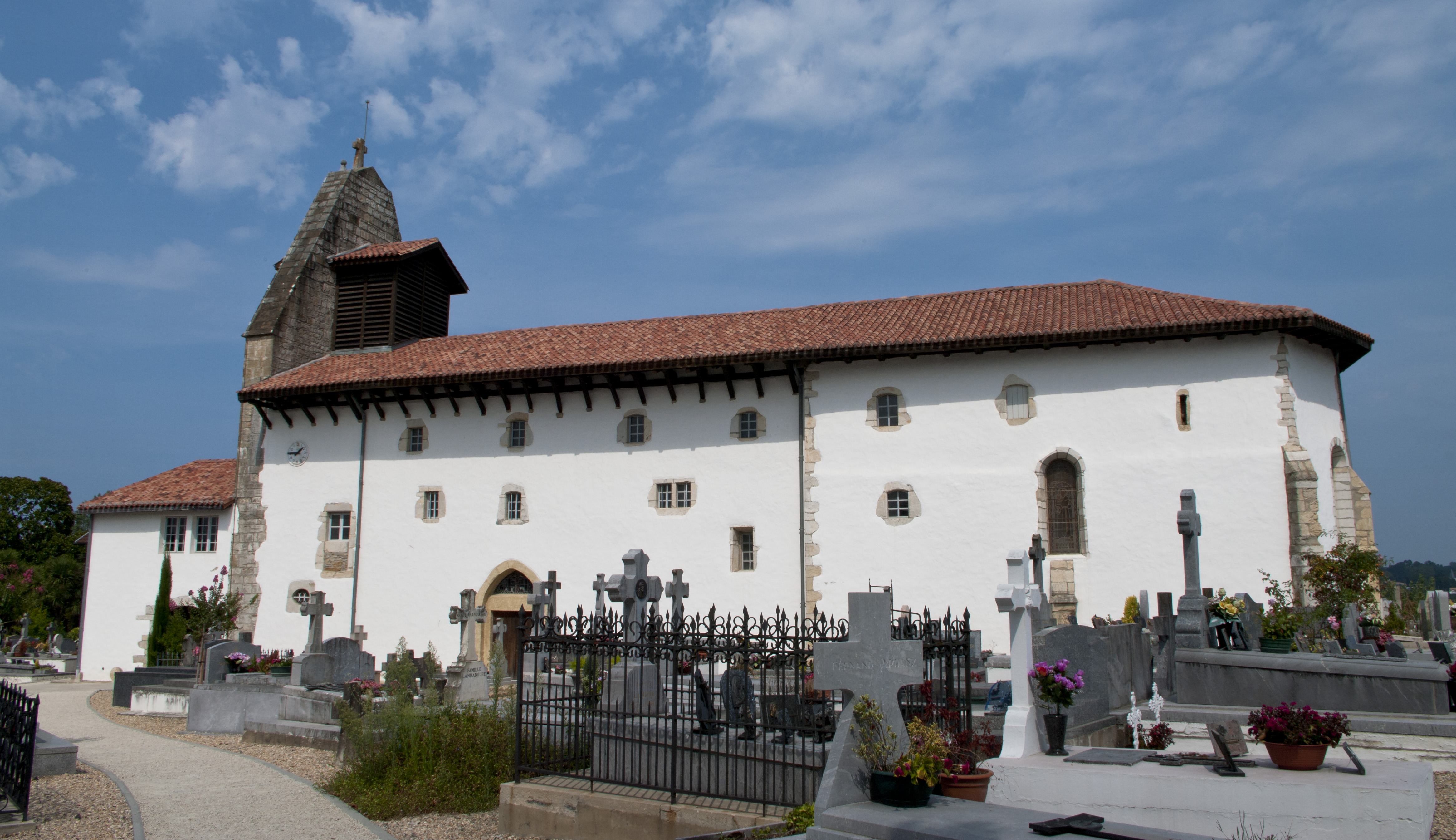
Kirche Saint-Laurent

- Kirche Saint-Laurent, ursprünglich im 12. Jahrhundert gebaut
- Kirchamt und Wachhaus (Benoîterie) aus dem 16. Jahrhundert, Monument historique

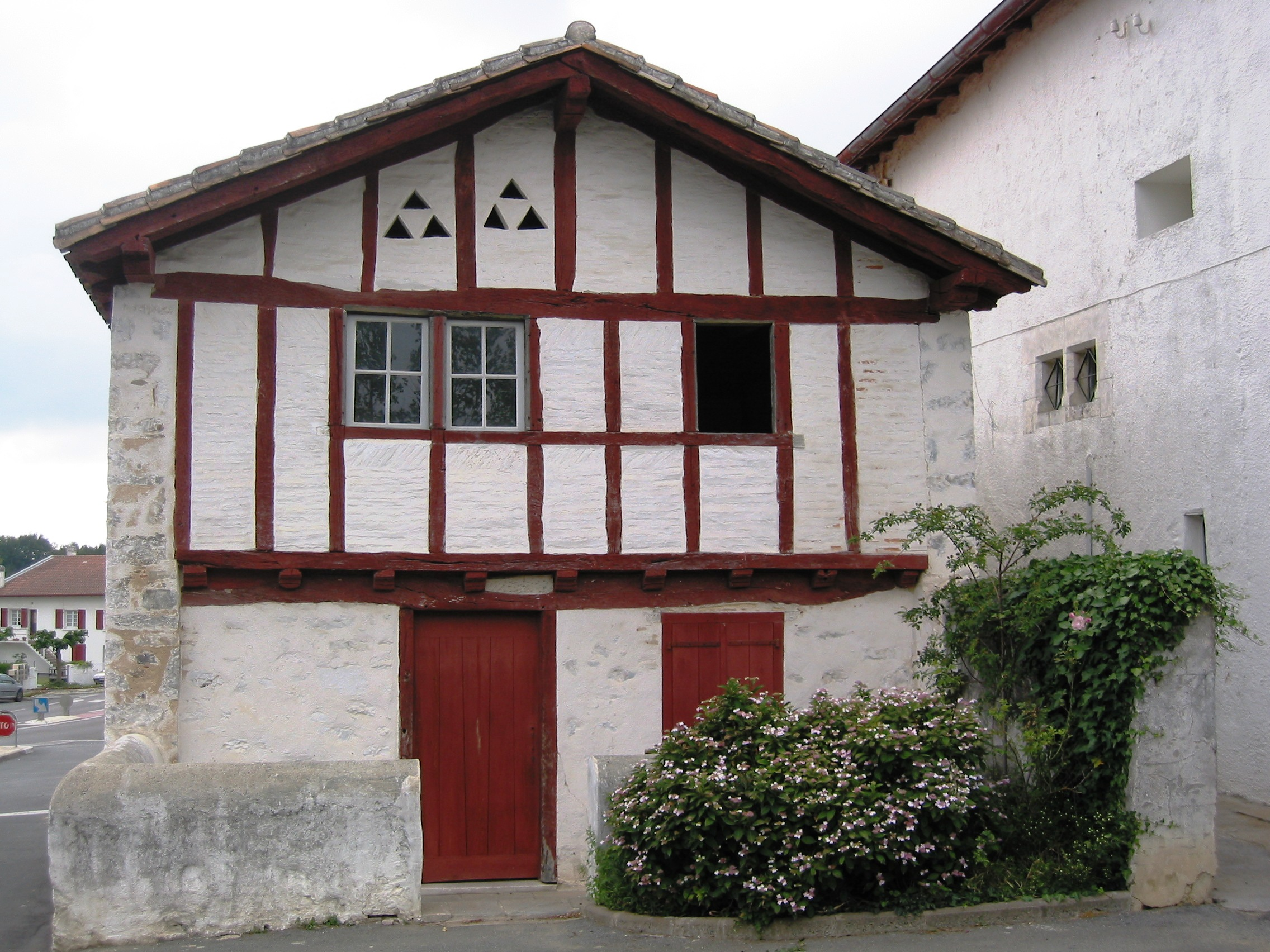
Benoîterie

## Persönlichkeiten
- Jean Borotra (1898–1994), Tennisspieler und Politiker